# ذى خولان (يريم)

تعديل مصدري - تعديل

ذى خولان هي إحدى قرى عزلة ارياب بمديرية يريم التابعة لمحافظة إب، بلغ تعداد سكانها 302 نسمة حسب تعداد اليمن لعام 2004.